# جوفينال أماريو
جوفينال أماريو (بالبرتغالية: Juvenal Amarijo‏) مواليد 27 نوفمبر 1923 في بلدية سانتا فيتوريا دو بلمار - الوفاة 30 أكتوبر 2009 في سالفادور، كان لاعب كرة قدم برازيلي كان يلعب في مركز الدفاع. سبق له أن لعب في كأس العالم لكرة القدم مع منتخب بلاده في مونديال 1950.

## المسيرة الاحترافية

### أندية لعب لها
- نادي فلامنغو
- نادي بالميراس
- نادي باهيا

## روابط خارجية
- جوفينال أماريو على موقع الاتحاد الدولي (مؤرشف)  (الإنجليزية)
- جوفينال أماريو على موقع ناشيونال فوتبول تيمز (الإنجليزية)
- جوفينال أماريو على موقع عالم كرة القدم.نت (الإنجليزية)